# Hering-Täuschung

Hering-Täuschung mit dichtem Geradenbündel: Parallelen werden verbogen wahrgenommen.

Ist das Geradenbündel weniger dicht, so schwächt sich der Täuschungseffekt ab.

Die Hering-Täuschung ist eine im Jahre 1861 von dem deutschen Physiologen, Hirn- und Wahrnehmungsforscher Ewald Hering (1834–1918) entwickelte geometrisch-optische Täuschung, die auf der Fehlinterpretation von Winkeln beruht, die zwischen einem von zwei Parallelen geschnittenen Geradenbündel entstehen. Spitze Winkel erscheinen größer als sie sind (Winkelüberschätzung), stumpfe Winkel dagegen kleiner (Winkelunterschätzung). Dadurch werden Liniensegmente verfälscht wahrgenommen und scheinen zu einer gebogenen Linie zu verschmelzen.
Die betreffende Figur wird auch als heringsche Sternfigur bezeichnet.
Je dichter das Geradenbündel ist, desto intensiver tritt der Täuschungseffekt zutage.
Die Wundt-Täuschung erzeugt den umgekehrten Effekt.

## Ursachen
Der Grund dieses Täuschungsphänomens ist noch nicht zweifelsfrei erforscht. Vermutlich wird jedoch die Winkelverzerrung im Wahrnehmungssystem durch orientierungsspezifische Nervenzellen der Area striata im visuellen Cortex verursacht. Diese Nervenzellen reagieren nur auf eine bestimmte Reizorientierung mit voller Aktivität, während sie auf andere Reizorientierungen entsprechend geringer reagieren.